# Giovanni Miazzi

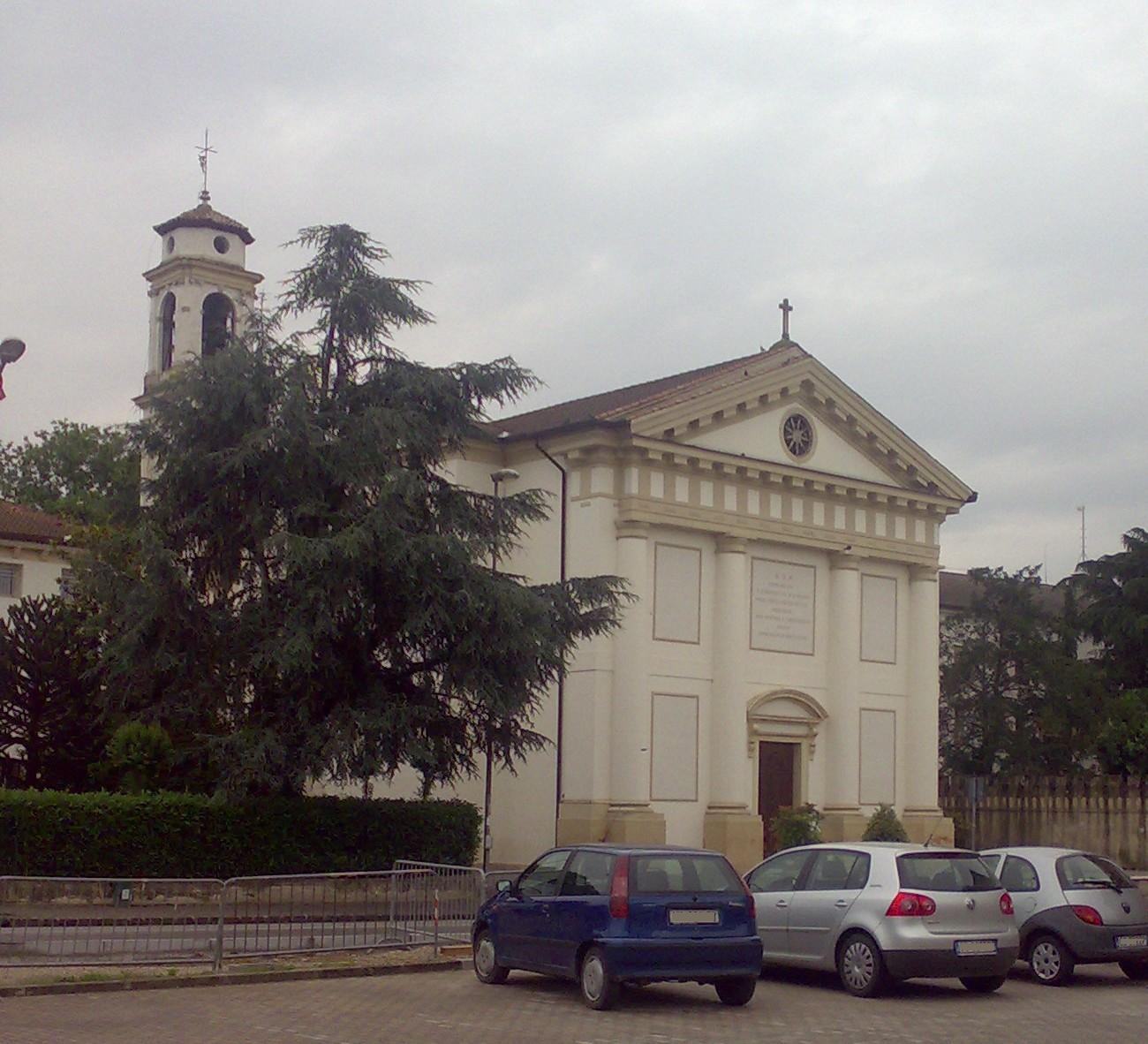
La parrocchiale di Castione.

Giovanni Miazzi (Bassano del Grappa, 2 agosto 1698 – Bassano del Grappa, 19 luglio 1797) è stato un architetto italiano.

## Biografia
Nacque a Bassano (venne battezzato nel duomo) da Antonio, falegname, e dalla figlia del pittore Francesco Trivellini.
Lavorò principalmente nelle attuali province di Treviso e Vicenza. Allievo di Francesco Maria Preti, realizzò villa Spineda di Venegazzù basandosi sui disegni del maestro. Furono progettate di suo pugno, invece, le chiese parrocchiali di Castione e Bessica, la facciata del teatro Onigo (oggi teatro comunale Mario Del Monaco), il duomo di Schio e quello di Valdagno, oltre che diverse ville venete.
Morto a quasi novantanove anni, fu sepolto nella chiesa della Misericordia, oggi intitolata alla Beata Giovanna.